# Radio Free America
Radio Free America es un álbum de estudio del dueto RSO, formado por Richie Sambora y Orianthi. Fue lanzado el 11 de mayo de 2018. Previamente, en septiembre y diciembre de 2017, se editaron dos EP a modo de avance; Rise y Making History.

## Lista de temas

### Radio Free America
| N.º | Título                                             | Escritor(es)                              | Duración |  |
| 1.  | «Making History»                                   | Bob Rock, Orianthi, Richie Sambora        | 4:30     |  |
| 2.  | «We Are Magic»                                     | Orianthi, Richie Sambora                  | 4:13     |  |
| 3.  | «Rise»                                             | Michael Bearden, Orianthi, Richie Sambora | 3:29     |  |
| 4.  | «Take Me»                                          | Bob Rock, Richie Sambora                  | 4:36     |  |
| 5.  | «Masterpiece»                                      | Orianthi, Richie Sambora                  | 3:56     |  |
| 6.  | «Walk with Me»                                     | Bob Rock, Orianthi, Richie Sambora        | 4:59     |  |
| 7.  | «I Don't Want to Have to Need You Now»             | Bob Rock, Orianthi, Richie Sambora        | 4:19     |  |
| 8.  | «Truth»                                            | Michael Bearden, Orianthi, Richie Sambora | 3:59     |  |
| 9.  | «Together on the Outside» (featuring Alice Cooper) | Bob Rock, Orianthi, Richie Sambora        | 4:16     |  |
| 10. | «Good Times» (featuring k-os)                      | Orianthi, Richie Sambora                  | 3:25     |  |
| 11. | «Forever All the Way»                              | Richie Sambora                            | 4:08     |  |
| 12. | «I Got You Babe» (cover de Sonny Bono)             | Sonny Bono                                | 3:00     |  |
| 13. | «One Night of Peace»                               | Richie Sambora                            | 4:23     |  |
| 14. | «Blues Won't Leave Me Alone»                       | Orianthi, Richie Sambora                  | 5:02     |  |
| 15. | «Hellbound Train»                                  | Andy Sylvester, Kim Simmonds              | 8:52     |  |

### Rise(EP)
| N.º | Título        | Escritor(es)                              | Duración |  |
| 1.  | «Rise»        | Michael Bearden, Orianthi, Richie Sambora | 3:29     |  |
| 2.  | «Masterpiece» | Orianthi, Richie Sambora                  | 3:56     |  |
| 3.  | «Truth»       | Michael Bearden, Orianthi, Richie Sambora | 3:59     |  |
| 4.  | «Take Me»     | Bob Rock, Richie Sambora                  | 4:36     |  |
| 5.  | «Good Times»  | Orianthi, Richie Sambora                  | 3:25     |  |

### Making History(EP)
| N.º | Título                                                          | Escritor(es)                       | Duración |  |
| 1.  | «Making History»                                                | Bob Rock, Orianthi, Richie Sambora | 4:30     |  |
| 2.  | «We Are Magic»                                                  | Orianthi, Richie Sambora           | 4:13     |  |
| 3.  | «Walk With Me»                                                  | Bob Rock, Orianthi, Richie Sambora | 4:59     |  |
| 4.  | «Together On The Outside»                                       | Bob Rock, Orianthi, Richie Sambora | 4:16     |  |
| 5.  | «I Don't Want To Have To Need You»                              | Bob Rock, Orianthi, Richie Sambora | 4:19     |  |
| 6.  | «One Night Of Peace» (sólo disponible en la web oficial de RSO) | Richie Sambora                     | 4:23     |  |